# Gnathoncus rhodiorum
Gnathoncus rhodiorum är en skalbaggsart som först beskrevs av Sylvain Auguste de Marseul 1862.  Gnathoncus rhodiorum ingår i släktet Gnathoncus och familjen stumpbaggar. Inga underarter finns listade i Catalogue of Life.